# انکی فان گرونسون
تئودورا الیزابت جراردا «انکی» فان گرونسوِن (به هلندی: Theodora Elisabeth Gerarda "Anky" van Grunsven؛ زادهٔ ۲ ژانویهٔ ۱۹۶۸ میلادی) سوارکار درساژ اهل هلند است. او در بین سال‌های ‎۱۹۹۲ تا ۲۰۱۲ میلادی در مسابقات بازی‌های المپیک تابستانی در مجموع ۹ مدال، شامل ۳ مدال طلا، ۵ نقره و ۱ برنز کسب کرد. وی تنها سوارکاری است که دارای سه قهرمانی در یک بخش انفرادی این رشته است و در سه المپیک تابستانی متوالی نیز شرکت داشته‌است و در هر سه دوره مدال طلای انفرادی این رشته را به‌دست آورده‌است.انکی فان گرونسون مدال‌های بین‌المللی زیادی را در بازی‌های جهانی سوارکاری به‌دست آورده‌است و تنها سوارکاری به‌شمار می‌آید که در تمامی بازی‌های جهانی فدراسیون جهانی سوارکاری که از سال ۱۹۹۰ آغاز شده‌اند به رقابت پرداخته‌است. او بین سال‌های ۱۹۹۰ تا ۲۰۰۶ و در رشتهٔ درساژ به رقابت پرداخت، اما در سال ۲۰۱۰ به عنوان یکی از اعضای تیم هلند در رشتهٔ رینینگ شرکت کرد.
علاوه بر موفقیت در مسابقات المپیک و بازی‌های جهانی، او با داشتن ۹ قهرمانی بین سال‌های ۱۹۹۵ تا ۲۰۰۸، رکورددار جام جهانی درساژ است. فان گرونسون همچنین چندین بار در بازی‌های قهرمانی درساژ اروپا شرکت کرده‌است و هفت مدال انفرادی و هشت مدال تیمی بین سال‌های ۱۹۹۱ تا ۲۰۰۹ را به‌دست آورده‌است. با وجود آنکه او با اسب‌های متعددی در رقابت‌های مختلف شرکت داشته‌است؛ اما بیشترین موفقیت‌های خود را با دو اسب به نام‌های بن‌فایر و سالینرو به‌دست آورده‌است. بن‌فایر یکی از اسب‌هایی بود که با آن موفقیت‌های اولیهٔ خود را به‌دست آورد. این اسب در سال ۲۰۰۲ بازنشسته شد و سالینرو جای آن را گرفت و به عنوان اسب اول فان گرونسون در بازی‌های المپیک تابستانی ۲۰۱۲ تا سال ۲۰۱۳ مورد استفاده قرار گرفت. فان گرونسون از روش آموزشیِ بحث‌برانگیزِ رولکر استفاده می‌کرد، هرچند پس از آنکه استفاده از این روش در رقابت‌های بین‌المللی ممنوع شد، سعی کرده‌است تا خود را از این روش دور کند. او در سال ۲۰۱۲ از تیم درساژ هلند و رقابت‌های ملی درساژ خداحافظی کرد. در سال ۲۰۱۵ او به نمایندگی از هلند در مسابقات رینینگ اروپا شرکت کرد و موفق شد مدال برنز تیمی را به همراه تیم هلند به‌دست بیاورد. او هم‌اکنون به عنوان مربی درساژ کار خود را دنبال می‌کند.

## زندگی شخصی
فان گرونسون دوم ژانویهٔ ۱۹۶۸ میلادی و در شهر ارپ واقع در استان برابانت شمالی هلند متولد شده‌است.
نخستین اسب فان گرونسون در زمانی که انکی شش سال داشت یک اسبچه شتلند به نام هلینچیه بود. در ابتدا او تنها از این اسبچه نگهداری می‌کرد؛ اما پس از آنکه آموزش سواری را از پدرش آموخت، به یک باشگاه سواری پونی که در شهر ارپ بود، پیوست. علاقهٔ او در ابتدا به رشته پرش با اسب معطوف بود و کار خود را با آن آغاز کرد؛ اما در ابتدا نمی‌توانست آن را به خوبی انجام دهد. پس از فارغ‌التحصیلی از دبیرستان، تصمیم گرفت سوارکاری را به‌طور حرفه‌ای دنبال کند. پریسکو نخستین اسب تحت مالکیت انکی بود و با این اسب در سال ۱۹۸۰ و در مسابقات سطح ال پرش با اسب شرکت کرد. او در سال ۱۹۸۲ موفق شد به سطح بالاتر زی برسد. کار او با پستی بلندی‌های زیادی همراه بود.
او آموزش درساژ را از سن ۱۲ سالگی و در زمانی آغاز کرد که اسبش پریسکو (که بعدها با آن در المپیک و مسابقات جهانی شرکت کرد) عملکرد ضعیفی در رشتهٔ پرش داشت.
فان گرونسون با مربی تیم ملی سوارکاری هلند شف یانسن ازدواج کرده‌است و دو فرزند (یک دختر و یک پسر) دارد. او زمانی که در بازی‌های المپیک تابستانی ۲۰۰۴ رقابت می‌کرد، فرزند اولش یانیک را باردار بود و در نوامبر همان سال فرزندش را به دنیا آورد. فان گرونسون و یانسن اواخر سال ۲۰۰۵ در شهر لاس وگاس با یکدیگر ازدواج کردند و در مارس ۲۰۰۷ دختر آن‌ها ایوا ادن به دنیا آمد.

## افتخارات
انکی با قهرمانی در سال‌های ۱۹۹۳، ۱۹۹۴، ۱۹۹۵، ۱۹۹۶، ۱۹۹۸، ۲۰۰۰ و ۲۰۰۴ عنوان سوارکار سال هلند را به‌دست آورده‌ است. در سال ۱۹۹۴ نیز عنوان ورزشکار زن سال هلند را از آن خود کرد. در سال ۲۰۰۱ به عنوان سوارکار قرن لقب گرفت. همچنین، دو عنوان نشان شوالیه‌های اورنج-ناساو و نشان شیرهای هلند را که نشانی برای استعدادهای ناب و دستاوردهای چشمگیر در کشور هلند محسوب می‌شود، کسب کرده ‌است.

## رقابت حرفه‌ای

### المپیک
فان گرونسون با به‌دست‌آوردن ۹ مدال، رکورددار دریافت بیشترین مدال المپیک در رشتهٔ سوارکاری است. از بین ورزشکاران همهٔ رشته‌های سوارکاری، او تنها کسی است که توانسته در سه المپیک پی‌درپی قهرمان شود. او همچنین تنها فردی است که در هفت دورهٔ متوالی المپیک در رشتهٔ درساژ به رقابت پرداخته‌است؛ او در تمامی رقابت‌های المپیک تابستانی بین سال‌های ۱۹۸۸ و ۲۰۱۲ حضور داشت و در مجموع، سه مدال طلا، پنج نقره و یک برنز به‌دست آورد.
در بازی‌های المپیک تابستانی ۱۹۸۸ او با اسبی به نام پریسکو شرکت کرد که در مرحله انتخابی انفرادی درساژ از دور مسابقات حذف شد و کمترین امتیاز را در تیم هلند، که در رده پنجم بود، به‌دست آورد. این بدین معنی بود که امتیاز وی به عنوان رتبه تیمی مورد استفاده قرار نگرفت. در المپیک ۱۹۹۲ عملکرد وی بهبود یافت و همراه با اسبش بن‌فایر به مقام چهارم انفرادی رسید و توانست نخستین مدال نقرهٔ خود را در بخش تیمی کسب کند. در بازی‌های المپیک تابستانی ۱۹۹۶ او بار دیگر با اسبش بن‌فایر دو مدال نقره را در بخش تیمی و انفرادی مسابقات درساژ به‌دست آورد.
او در بازی‌های المپیک تابستانی ۲۰۰۰، آخرین المپیکی که با اسب بن‌فایر در آن شرکت کرد، برندهٔ نخستین مدال طلای انفرادی خود شد و همچنین به تیم هلند کمک کرد تا برای سومین بارِ پیاپی به مدال نقره برسد. در المپیک ۲۰۰۴ آتن، سوار بر اسب جدیدش سالینرو، به دومین مدال طلای خود در مسابقات انفرادی دست یافت؛ در این مسابقات تیم هلند چهارم شد. در بازی‌های المپیک تابستانی ۲۰۰۸ وی بار دیگر همراه با اسبش سالینرو به سومین مدال طلای انفرادی خود رسید، و تیم هلند نیز در این بازی‌ها به مدال نقره دست یافت.
با اینکه به دلیل مصدومیت اسب اصلی او با نام یوپیدو انتظار نمی‌رفت که فان گرونسون در المپیک ۲۰۱۲ لندن شرکت کند، اما او در ماه آوریل همان سال اعلام کرد می‌خواهد به همراه تیم هلند و با اسب سالینرو -که در آن زمان ۱۸ سال داشت و از مصدومیت بازمی‌گشت- در مسابقات شرکت کند. از این موضوع در رسانه‌ها به عنوان «بازگشت سالینرو» یاد شد. او در این المپیک با سالینرو شرکت کرد و اگرچه به ردهٔ ششم انفرادی سقوط کرد، اما به تیم هلند کمک کرد تا به مدال برنز برسد.

### مسابقات جهانی
فان گرونسون در بازی‌های جهانی سوارکاری نیز مدال‌های بسیاری به‌دست آورده‌است. پس از بازی‌های جهانی سوارکاری ۲۰۱۰ او تنها سوارکاری بود که در تمامی رقابت‌های سوارکاری جهانی شرکت کرده بود. این مسابقات که از سال ۱۹۹۰، هر چهار سال یک بار برگزار می‌شود، دارای سه بخش در رشتهٔ درساژ هستند: دو بخش انفرادی و یک بخش تیمی. در بازی‌های جهانی سوارکاری ۱۹۹۰ فان گرونسون با اسب پریسکو بخش انفرادی را با رتبهٔ ۲۳ به پایان رساند. فان گرونسون با اسب بن‌فایر در بازی‌های جهانی ۱۹۹۴ و بازی‌های جهانی سوارکاری ۱۹۹۸ شرکت کرد که در رقابت‌های ۱۹۹۴ در بخش انفرادی موفق به دریافت مدال طلا و نقره تیمی شد، و در مسابقات ۱۹۹۸ نیز دو مدال نقره (یکی در بخش انفرادی و دیگری در بخش تیمی) به‌دست آورد. فان گرونسون علی‌رغم آنکه در رده‌بندی بازی‌های ۱۹۹۸ که در رم برگزار می‌شد امتیاز زیادی آورده بود، از داوری ناراضی بود و اعلام کرد که ممکن است درساژ را رها کند. در بازی‌های جهانی سوارکاری ۲۰۰۲ با اسب کراک سی بخش انفرادی را در ردهٔ یازدهم به پایان رساند و همراه با تیم هلند در ردهٔ پنجم قرار گرفت. بهترین نتیجه‌ای که فان گرونسون در بازی‌های جهانی سوارکاری به‌دست آورد، در سال ۲۰۰۶ و به همراه اسبش سالینرو بود، جایی که او یک طلای انفرادی و دو نقره (یک مدال تیمی و یک مدال انفرادی) کسب کرد.
در بازی‌های جهانی سوارکاری ۲۰۱۰، پس از آنکه اسب اولش سالینرو مصدوم شد، از آنجا که اسب دومش پینتد بلک نیز فروخته شده بود، تغییر رشته داد و به رشتهٔ رینینگ رفت. او با اسبی به نام ویزاشاینینگ‌والا بی‌بی در این مسابقات شرکت کرد ولی در مرحلهٔ مقدماتی حذف شد. او همچنین در بازی‌های رینینگ و در بخش تیمی و همچنین مسابقات نمایشی رینینگ آزاد نیز شرکت کرد. فان گرونسون سوارکاری رینینگ را از حوالی سال ۲۰۰۰ آغاز کرد اما تنها پس از المپیک ۲۰۰۸ به‌طور جدی وارد این بخش از رقابت‌ها شد. انکی فان گرونسون در مسابقات قهرمانی رینینگ اروپا همراه با اسبش به نام ویزاشاینینگ‌والا بی‌بی در سال ۲۰۱۵ و همراه با تیم هلند شرکت کرد و توانست مدال برنز تیمی این رقابتها را به‌دست بیاورد.

### دیگر رقابت‌ها
فان گرونسون نُه بار قهرمان مسابقات جهانی درساژ شده‌است (در سال‌های ۱۹۹۵، ۱۹۹۶، ۱۹۹۷، ۱۹۹۹، ۲۰۰۰، ۲۰۰۴، ۲۰۰۵، ۲۰۰۶ و ۲۰۰۸). همچنین در مسابقات جهانی درساژ سال ۱۹۹۸ رتبهٔ دوم و در سال ۲۰۰۹ نیز عنوان سومی را به‌دست آورد. ویژگی‌های انکی فان گرونسون در درساژ آزاد (که با نام جایزه بزرگ کُر نیز شناخته می‌شود) و رکورد تعداد قهرمانی‌هایش باعث شده‌است تا به او لقب «ملکهٔ کُر» را بدهند. او همچنین موفق شده‌است تا پنج مدال طلا، هشت نقره و دو برنز را در مسابقات قهرمانی درساژ اروپا به‌دست آورد.
مسابقات دوسالانهٔ درساژ قهرمانی اروپا دارای دو بخش است: یکی بخش رقابت تیمی و دیگری بخش رقابت انفرادی شامل جایزه بزرگ کر و جایزه بزرگ ویژه. انکی فان گرونسون در سال‌های ۱۹۹۵ و ۲۰۰۵ در بخش درساژ انفرادی به مدال طلا رسید و در سال‌های ۱۹۹۵ و ۱۹۹۷ دوم شد. در بخش آزاد (کر) رقابت‌ها، او در سال ۲۰۰۷ عنوان نخست و در ۲۰۰۹ عنوان سوم را به‌دست آورد. به‌طور تاریخی، بخش جایزه بزرگ ویژه نقطه ضعف او بوده؛ چنان‌که تنها در سال ۲۰۰۷ توانسته‌است به مقام دومی برسد. او بیشترین تعداد مدال را در بخش تیمی و با اول شدن در سال‌های ۲۰۰۷ و ۲۰۰۹ و مقام دومی در سال‌های ۱۹۹۵، ۱۹۹۷، ۱۹۹۹، ۲۰۰۱ و ۲۰۰۵ و سومی در سال ۱۹۹۱ دریافت کرده‌است.

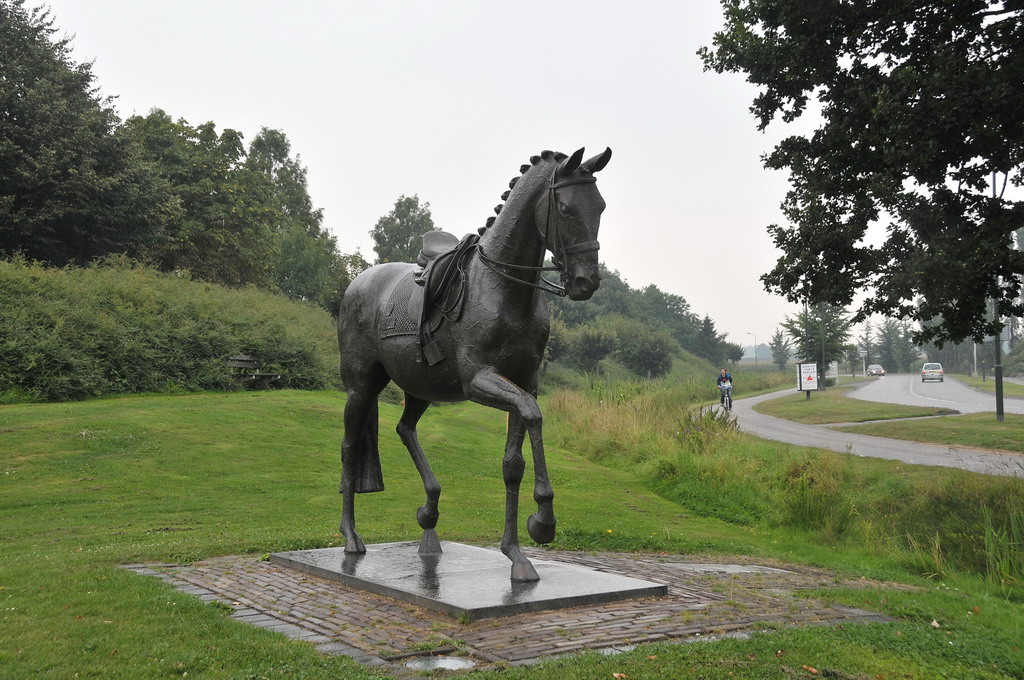
مجسمه بن‌فایر در شهر ارپ

در سال ۲۰۰۲ اسب بن‌فایر پس از ۹ سال رقابت بین‌المللی بازنشسته شد. عملکرد آن‌ها در مسابقات جهانی سوارکاری ۱۹۹۴ و دریافت چندین مدال در این رقابت‌ها، یک اتفاق خاص در این رقابت‌ها بود که به گفتهٔ کارل هستر، دارندهٔ مدال طلای المپیک، «جهان درساژ را برای همیشه تغییر داد». مجسمه‌ای از بن‌فایر جهت تقدیر از دستاوردهای این اسب در ارپ ساخته و نصب شد. بن‌فایر در اکتبر سال ۲۰۱۳ به دلیل داشتن بیماری، اتانازی شد. پس از بازنشسته شدن بن‌فایر، فان گرونسون فکر می‌کرد که دیگر اسبی به خوبی آن نخواهد یافت. با این وجود، جانشین او سالینرو ثابت کرد که حتی از او نیز موفق‌تر است. سالینرو در مارس ۲۰۱۳ بازنشسته شد. فان گرونسون و سالینرو با عنوان «پیشگامان تست درساژ آزاد مدرن» خوانده می‌شوند و اولین زوجی بودند که برای اجرای آن‌ها به‌طور خاص یک قطعهٔ موسیقی ساخته شد. این اسب به قدرت و توانایی‌اش شناخته می‌شد. او اسب بسیار حساسی بود و در ابتدای کار، واکنش و تنش داشت که نقطه ضعفش محسوب می‌شد و سوارکاری با او را دشواری می‌کرد. گذشته از این ضعف، این اسب به عنوان یک ستاره در جهان درساژ شناخته شد که بسیاری از عناوین بین‌المللی را به‌دست آورد.
در سال ۲۰۰۳ فان گرونسون به دلیل شکستگی در استخوان فوقانی پایش در پی افتادن از اسب مجبور به انجام عمل جراحی شد. در این جراحی، یک قطعه پلاتین در پایش قرار گرفت تا استخوانش را در مدت بهبودی ثابت نگه دارد. پس از بهبود و در ماه ژوئن سال ۲۰۰۳ او برندهٔ مسابقات قهرمانی درساژ هلند شد. در ماه سپتامبر او عمل جراحی دومش را انجام داد تا پلاتین را خارج کنند. در سال ۲۰۰۴ او نخستین سوارکار هلندی شد که قهرمانی مسابقات درساژ چییو آخن را که یک مسابقه سطح بالای بین‌المللی است، به‌دست آورد.

## نتایج مسابقات قهرمانی بین‌المللی
| ۱۹۸۸ | بازی‌های المپیک                        | پریسکو               |         | ۵ام  | تیمی         |
| ۱۹۸۸ | بازی‌های المپیک                        | پریسکو               |         | ۳۶ام | انفرادی      |
| ۱۹۸۹ | رقابت‌های نهایی بازی‌های جهانی سوارکاری | پریسکو               |         | ۷ام  |              |
| ۱۹۸۹ | مسابقات قهرمانی درساژ اروپا           | پریسکو               |         | ۵ام  | تیمی         |
| ۱۹۸۹ | مسابقات قهرمانی درساژ اروپا           | پریسکو               |         | ۲۲ام | انفرادی      |
| ۱۹۹۰ | بازی‌های جهانی سوارکاری                | پریسکو               |         | ۸ام  | تیمی         |
| ۱۹۹۰ | بازی‌های جهانی سوارکاری                | پریسکو               |         | ۲۳ام | انفرادی      |
| ۱۹۹۱ | مسابقات قهرمانی درساژ اروپا           | بن‌فایر               |         | 3    | تیمی         |
| ۱۹۹۱ | مسابقات قهرمانی درساژ اروپا           | بن‌فایر               |         | ۵ام  | انفرادی      |
| ۱۹۹۲ | بازی‌های المپیک                        | بن‌فایر               |         | 2    | تیمی         |
| ۱۹۹۲ | بازی‌های المپیک                        | بن‌فایر               |         | ۴ام  | انفرادی      |
| ۱۹۹۴ | بازی‌های جهانی سوارکاری                | بن‌فایر               |         | 1    | انفرادی      |
| ۱۹۹۶ | بازی‌های المپیک                        | بن‌فایر               |         | 2    | تیمی         |
| ۱۹۹۶ | بازی‌های المپیک                        | بن‌فایر               |         | 2    | انفرادی      |
| ۱۹۹۷ | رقابت‌های نهایی بازی‌های جهانی سوارکاری | بن‌فایر               |         | 1    |              |
| ۱۹۹۸ | بازی‌های جهانی سوارکاری                | بن‌فایر               |         | 2    | تیمی         |
| ۱۹۹۸ | بازی‌های جهانی سوارکاری                | بن‌فایر               |         | 2    | انفرادی      |
| ۱۹۹۹ | مسابقات قهرمانی درساژ اروپا           | بن‌فایر               |         | 2    | تیمی         |
| ۱۹۹۹ | مسابقات قهرمانی درساژ اروپا           | بن‌فایر               |         | 1    | انفرادی      |
| ۲۰۰۰ | رقابت‌های نهایی بازی‌های جهانی سوارکاری | بن‌فایر               |         | 1    |              |
| ۲۰۰۰ | بازی‌های المپیک                        | بن‌فایر               |         | 2    | تیمی         |
| ۲۰۰۰ | بازی‌های المپیک                        | بن‌فایر               |         | 1    | انفرادی      |
| ۲۰۰۱ | مسابقات قهرمانی درساژ اروپا           | ایدول                |         | 2    | تیمی         |
| ۲۰۰۱ | مسابقات قهرمانی درساژ اروپا           | ایدول                |         | ۱۷ام | انفرادی      |
| ۲۰۰۲ | بازی‌های جهانی سوارکاری                | کراک سی              |         | ۵ام  | تیمی         |
| ۲۰۰۲ | بازی‌های جهانی سوارکاری                | کراک سی              |         | ۱۱ام | انفرادی      |
| ۲۰۰۴ | رقابت‌های نهایی بازی‌های جهانی سوارکاری | سالینرو              |         | 1    |              |
| ۲۰۰۴ | بازیهای المپیک                        | سالینرو              |         | ۴ام  | تیمی         |
| ۲۰۰۴ | بازیهای المپیک                        | سالینرو              |         | 1    | انفرادی      |
| ۲۰۰۵ | رقابت‌های نهایی بازی‌های جهانی سوارکاری | سالینرو              |         | 1    |              |
| ۲۰۰۵ | مسابقات قهرمانی درساژ اروپا           | سالینرو              |         | 2    | تیمی         |
| ۲۰۰۵ | مسابقات قهرمانی درساژ اروپا           | سالینرو              |         | 1    | انفرادی      |
| ۲۰۰۶ | رقابت‌های نهایی بازی‌های جهانی سوارکاری | سالینرو              |         | 1    |              |
| ۲۰۰۶ | بازی‌های جهانی سوارکاری                | سالینرو              |         | 2    | تیمی         |
| ۲۰۰۶ | بازی‌های جهانی سوارکاری                | سالینرو              |         | 2    | انفرادی ویژه |
| ۲۰۰۶ | بازی‌های جهانی سوارکاری                | سالینرو              |         | 1    | انفرادی آزاد |
| ۲۰۰۷ | مسابقات قهرمانی درساژ اروپا           | سالینرو              | ۷۷٫۴۵۸٪ | 1    | تیمی         |
| ۲۰۰۷ | مسابقات قهرمانی درساژ اروپا           | سالینرو              | ۷۷٫۴۸۰٪ | 2    | انفرادی ویژه |
| ۲۰۰۷ | مسابقات قهرمانی درساژ اروپا           | سالینرو              | ۸۵٫۸۰۰٪ | 1    | انفرادی آزاد |
| ۲۰۰۸ | رقابت‌های نهایی بازی‌های جهانی سوارکاری | سالینرو              | ۸۵٫۲۰۰٪ | 1    |              |
| ۲۰۰۸ | بازی‌های المپیک                        | سالینرو              | ۷۴٫۷۵۰٪ | 2    | تیمی         |
| ۲۰۰۸ | بازی‌های المپیک                        | سالینرو              | ۸۲٫۴۰۰٪ | 1    | انفرادی      |
| ۲۰۰۹ | رقابت‌های نهایی بازی‌های جهانی سوارکاری | پینتد بلک            | ۸۲٫۱۵۰٪ | 3    |              |
| ۲۰۰۹ | مسابقات قهرمانی درساژ اروپا           | سالینرو              | ۷۳٫۸۲۷٪ | 1    | تیمی         |
| ۲۰۰۹ | مسابقات قهرمانی درساژ اروپا           | سالینرو              | ۷۷٫۹۱۷٪ | ۴ام  | انفرادی ویژه |
| ۲۰۰۹ | مسابقات قهرمانی درساژ اروپا           | سالینرو              | ۸۷٫۲۵۰٪ | 3    | انفرادی آزاد |
| ۲۰۱۲ | بازی‌های المپیک                        | سالینرو              | ۷۳٫۳۴۳٪ | 3    | تیمی         |
| ۲۰۱۲ | بازی‌های المپیک                        | سالینرو              | ۸۲٫۰۰۰٪ | ۶ام  | انفرادی      |
| ۲۰۱۵ | مسابقات قهرمانی رینینگ اروپا          | ویزاشاینینگ‌والا بی‌بی | ۲۰۷٫۰۰  | 3    | تیمی         |

## آموزش سوارکاری

### مرکز آموزشی انکی
انکی فان گرونسون در سال ۲۰۰۹ یک مرکز آموزشی با نام مرکز آموزشی انکی را برای آموزش سوارکاران و اسب‌هایشان در شهر ارپ هلند تأسیس کرد. این مرکز آموزشی برای سوارکاران علاقه‌مند به رشتهٔ درساژ است؛ که می‌توانند در کلاس‌های آموزشی آن شرکت کنند؛ و همچنین این مرکز آموزشی دارای اسطبل برای اسب‌ها و آپارتمان‌هایی برای سوارکاران است که می‌توانند در آنجا برای مدتی که آموزش می‌بینند ساکن شوند. کلاس‌ها معمولاً با مربیان دیگری غیر از انکی برگزار می‌شوند و تنها در مواردی خاص و با تعداد معدودی از دانش آموزان این مرکز توسط خود انکی فان گرونسون آموزش می‌بینند.

### پیشهٔ مربیگری
انکی فان گرونسون در سال ۲۰۱۲ از رقابتهای ملی و بین‌المللی درساژ کنار رفت. از آن پس به عنوان مربی مشغول به کار است. انکی فان گرونسون علاوه بر موفقیت به عنوان سوارکار موفقیت‌هایی را نیز در بخش مربیگری به‌دست آورده‌است و سوارکارانی را در سطح ملی و بین‌المللی آموزش داده‌است. او مربی سوارکارانی مانند آرین تیوویسان، ادوارد گل، هانس پیتر میندرهود، دانیل هیکوپ و یوریند فرویمپ که هر کدام شناخته شده و دارای عنوان در المپیک و مسابقات رشتهٔ درساژ هستند بوده‌است.
نام فان گرونسون با روش آموزشی بحث‌برانگیز رولکر پیوند خورده‌است و وی تا سال ۲۰۰۷ نیز از این روش طرفداری می‌کرد. اما فدراسیون جهانی سوارکاری در فوریهٔ ۲۰۱۰ این روش را ممنوع کرد؛ به دلیل آنکه در این روش سر اسب باید به‌طور پرخاشگرانه‌ای رو به پایین قرار گیرد. پس از ممنوعیت، فان گرونسون هم از این روش آموزشی فاصله گرفت. این روش به همراه همهٔ روش‌های مشابه که با جهت‌دادن به سر و گردن با اعمال زور و به‌طور خشن انجام می‌گیرند ممنوع شده‌است.

## پوشاک انکی
انکی فان گرونسون که از نبود نوآوری و مارک‌های معروف مد در پوشاک و لباس سوارکاری ناامید شده بود، در سال ۱۹۹۸، خط تولید لباس‌های سوارکاری با نام تجاری «انکی» را راه‌اندازی کرد. هدف این کارگاه، تولید پوشاک باکیفیت و زیبا برای ورزشکاران آماتور و حرفه‌ای است. محصولات انکی در حال حاضر در سراسر جهان به فروش می‌رسد.

## واژه‌نامه
1. ↑  Bonfire
2. ↑  Salinero
3. ↑  Heleentje
4. ↑  Sjef Janssen
5. ↑  Yannick
6. ↑  Ava Eden
7. ↑  IPS Upido
8. ↑  Krack C
9. ↑  Painted Black
10. ↑  Whizashiningwalla BB
11. ↑  Kur
12. ↑  Queen of the Kur